# Hauffenia edlaueri
Hauffenia edlaueri is een slakkensoort uit de familie van de Hydrobiidae. De wetenschappelijke naam van de soort is voor het eerst geldig gepubliceerd in 1961 door Schutt.